# Ferdinando Caliumi
Ferdinando Caliumi (Carpi, 1913 – 1993) è stato un astronomo italiano.

## Biografia
Ferdinando Caliumi si distinse nella costruzione e restaurazione di telescopi astronomici. Alla sua memoria è stato dedicato l'asteroide 4742 Caliumi e l'osservatorio astronomico costruito nel 1992, dal Comune di Lanusei, sul monte Armidda.
Il comune di Carpi gli ha intitolato una via.

## Osservatorio astronomico

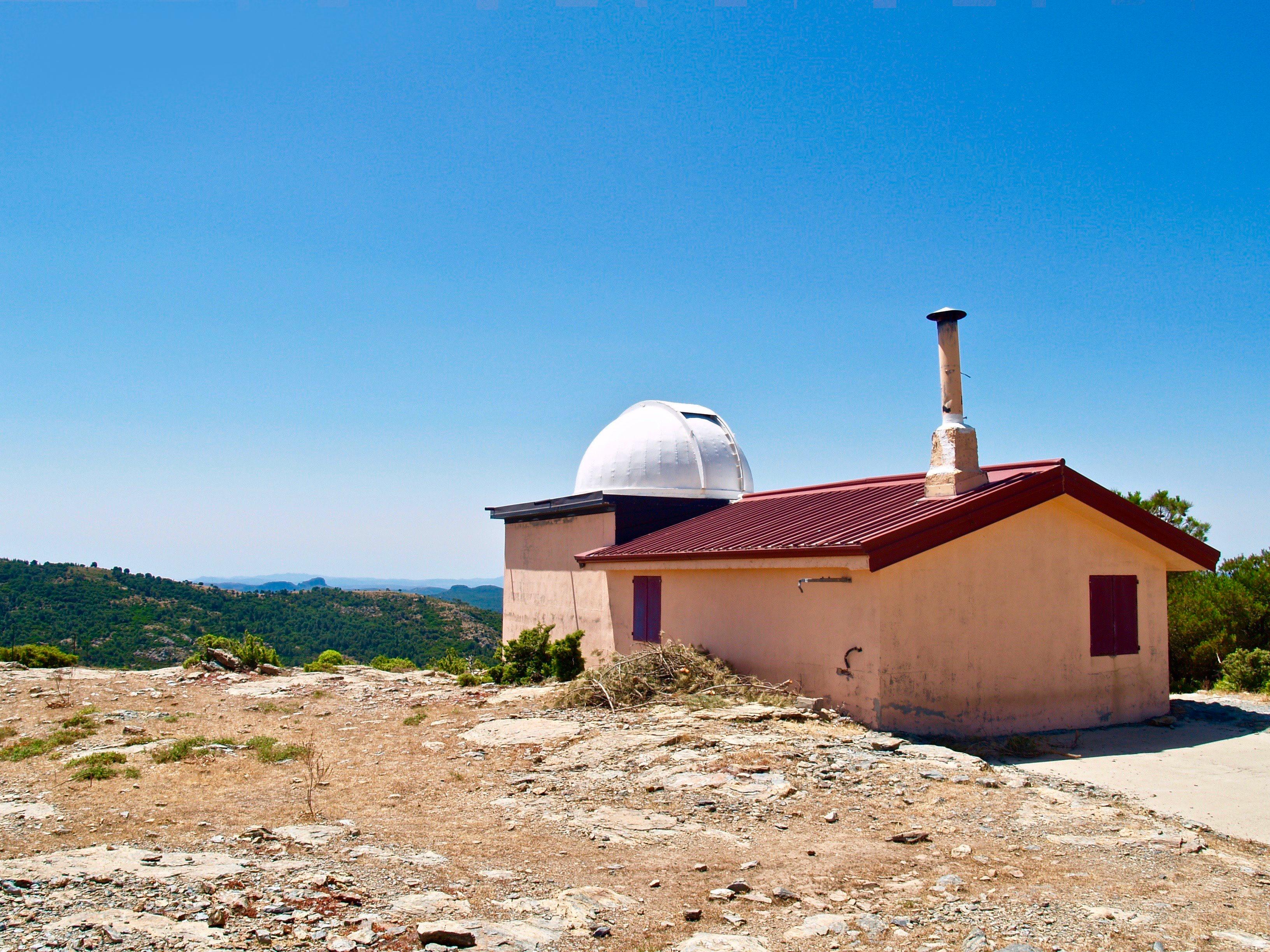
Osservatorio astronomico Ferdinando Caliumi

L'osservatorio astronomico Ferdinando Caliumi è un osservatorio astronomico sito in Sardegna.

### Storia
L'osservatorio astronomico è stato costruito nel 1992, dal Comune di Lanusei, sul monte Armidda, a circa 10km dalla cittadina.
Dal 19 gennaio 2017 la sua giurisdizione è passata però all'amministrazione comunale di Gairo come effetto dell'apposita sentenza emessa dal tribunale di Cagliari sull'accusa di abuso edilizio, portata avanti dal sindaco di Gairo Roberto Marino Marceddu, da procedersi con un indennizzo sulle spese di costruzione dell'osservatorio da pagare da parte di Gairo a Lanusei.
Il complesso, gestito interamente e volontariamente dall'Associazione  Ogliastrina di Astronomia, viene completato da un planetario situato all'interno del liceo scientifico di Lanusei.

### Localizzazione
L'osservatorio astronomico è posto sulla pendice meridionale del monte Armidda, in Ogliastra, nell'entroterra della Sardegna. Grazie a questa posizione isolata, caratterizzata da un bassissimo tasso di inquinamento atmosferico, l'osservatorio può vantare uno dei cieli più bui d'Europa e rappresenta un importante punto di riferimento per tanti astronomi, provenienti da tutta Italia, che vi si recano per sviluppare le loro ricerche.

### Strumentazione
La strumentazione professionale dell'osservatorio contiene:
- telescopio riflettore Newton-Cassegrain, focale 1800 mm, specchio Zen Φ 400 mm f/4,5 – f/18
- telescopio rifrattore Φ 150 mm f/15, focale 2250 mm
- telescopio rifrattore Vixen Φ 102 mm f/9.8, focale 1000 mm
- camera Baker-Schmidt Φ 250 mm f/3, focale 750 mm
- motorizzazione Astrometric Skywalker, interface Maestro PC

con:
- telescopio Takahashi CN 212, f/12.4 – f/3.9 su EQ6
- telescopio solare PST Coronado Φ 40 mm
- CCD Starlight MX7c
- CCD Starlight SXV-H9c
- CCD Orion StarShoot Autoguider

### Attività
Nonostante la grande concentrazione di studiosi e ricercatori che si succedono all'osservatorio, la sua attività principale è la divulgazione.
L'osservatorio pubblico del monte Armidda infatti, oltre ad essere molto attivo nei più importanti eventi culturali, grazie alla sua strumentazione portatile ed al vasto repertorio fotografico di pianeti e ammassi stellari, è aperto alle visite tutti i lunedì e i venerdì non festivi ed i mercoledì su richiesta.
I visitatori, provenienti non solo dall'isola ma anche dal resto del continente europeo, spesso non sono solamente in visitatori individuali ma anzi sono prevalentemente gruppi organizzati di grandezza rilevante e particolarmente interessati all'astronomia; l'osservatorio ospita infatti ordinariamente da scolaresche provenienti da scuole di vario grado a gruppi organizzati di universitari fino a gruppi scout interessati.